# Анастасия Ангальтская
Анастасия Ангальтская, маркграфиня Мейсенская (нем. Anastasia-Luise Alexandra Elisabeth Jutta Sibylle Marie-Auguste Henriette Prinzessin von Anhalt; 22 декабря 1940, Регенсбург, Бавария, Нацистская Германия) — представительница Асканского дома. Жена Марии Эммануила Саксонского.

## Биография
Анастасия родилась 22 декабря 1940 года. Она была единственной дочерью принца Евгения Ангальтского (1903—1980), младшего брата Иоахима Эрнста, последнего герцога Ангальта и Анастасии Юнгмайер. В детстве она жила в Штраубинге. Там посещала гимназию в монастыре Цангберг недалеко от Мюльдорфа. Позже она училась в Фрауенкимзее. В 1961 году она с семьёй переехала в Ла-Тур-де-Пейльц, в Швейцарии.
23 июня 1962 вышла замуж за Марию Эммануила Саксонского. На следующий день состоялась религиозная церемония. После смерти Фридриха Кристиана Саксонского, отца Марии Эммануила, получила титул маркграфини Мейсенской. В 1997 году вместе с другими членами Саксонского дома подписали документ о назначении Александра Афифа, племянника Марии Эммануила наследником главы дома. В 1999 году супруги его усыновили.
Супруг Анастасии умер 23 июля 2012 года. Детей в браке не было. На данный момент она проживает в Швейцарии.

## Титулы и обращения
- 22 декабря 1940 — 23 июня 1962: Ее Высочество принцесса Анастасия Ангальтская.
- 23 июня 1962 — 9 августа 1968: Ее Королевское Высочество принцесса Анастасия Саксонская.
- 9 августа 1968 — 23 июля 2012: Ее Королевское Высочество маркграфиня Мейсенская.
- 23 июля 2012 — настоящее время: Ее Королевское Высочество вдовствующая маркграфиня Мейсенская.